# Xaver Sattler
Xaver Franz Heinrich Sattler (* 4. November 1893 in Kempten (Allgäu); † 29. September 1981 in Garmisch-Partenkirchen) war ein deutscher Generalleutnant der Luftwaffe der Wehrmacht.

## Leben
Xaver Sattler trat am 1. August 1913 in das deutsche Heer ein und wurde nach Ausbruch des Ersten Weltkrieges am 6. August 1914 zum Leutnant befördert. Er begann im Juli 1915 mit seiner Pilotenausbildung bei der Flieger-Ersatz-Abteilung Nr. 1 und wurde bei einem Unfall am 12. August desselben Jahres schwer verwundet. Nach Genesung im Februar 1916 wurde er zum Adjutanten beim Flugplatz-Kommando Döberitz ernannt. In den folgenden Monaten wurde er in verschiedenen Adjutanten-Positionen verwendet, so ab Juli 1916 bei der Flugleitung der Flieger-Ersatz-Abteilung Altenburg und ab Februar 1917 beim Armeeflugpark 4. Nachdem er u. a. auch als Beobachter bei der Flieger-Abteilung 11 fungierte, wurde er im Dezember 1917 Gruppen-Bildoffizier beim Stab des Kommandeurs der Fliegergruppe 15. Im Mai 1918 wurde er Flieger-Verbindungsoffizier beim Stab der 12.-Infanterie-Division und schon zwei Wochen später in gleicher Eigenschaft beim Stab der 13.-Reserve-Division. Im Juni 1918 wurde er Führer der Flieger-Ersatz-Abteilung 19 und nach Kriegsende mit der Abwicklung beim Flugplatz-Kommando Döberitz beauftragt.
Sattler wurde nach Kriegsende als Leutnant in die Reichswehr übernommen und dem Reiter-Regiment Nr. 13 zugeteilt. In den folgenden Jahren diente er u. a. bei der Nachrichtentruppe, wobei er am 1. Juni 1924 zum Oberleutnant befördert wurde. Am 1. Februar 1929 wurde er zum Hauptmann und Kompaniechef der 6. Kompanie beim 15. Infanterie-Regiment befördert. Im November desselben Jahres absolvierte er eine Pilotenschulung an der Geheimen Fliegerschule und Erprobungsstätte in Lipezk. Nach Machtübernahme der Nationalsozialisten wurde Sattler am 1. Oktober 1933 als Lehrer für das Nachrichtenwesen an der Fliegerschule Schleissheim in die Luftwaffe übernommen. Am 1. April 1934 wurde er in gleicher Eigenschaft an die Aufklärungsschule Braunschweig versetzt, wo ihm noch am 1. Oktober des Jahres die Beförderung zum Major erreichte. Schon am 1. April 1935 wurde er Sachbearbeiter für Nachrichten-Verbindungswesen im Luftkreis-Kommando V, wobei er schon am 1. September 1936 zum Kommandeur des Vorkommando der I. Luftnachrichten-Abteilung in München ernannt und einen Monat darauf zum Oberstleutnant befördert wurde. Am 1. Juli 1938 wurde er Kommandeur der Lehrgänge an der Luftnachrichtenschule in Halle (Saale) und am 1. Januar 1939 zum Oberst befördert. Vor Ausbruch des Zweiten Weltkrieges diente er zudem noch als Nachrichtenführer des Luftwaffenkommandos Ostpreußen und Kommandeur der Luftnachrichten-Abteilung 6.
Mit Beginn des Krieges wurde er Höherer Nachrichtenführer beim Luftwaffenkommando Ostpreußen und verblieb in seiner Position als Kommandeur der Luftnachrichten-Abteilung 6. Am 4. Oktober wurde er in den Stab des Luftwaffenkommandos Ostpreußen versetzt, wo er als Flugmelde-Inspizient der Luftwaffe fungierte. Nach längerer dortiger Dienstzeit wurde er am 22. Juni 1940 zum Nachrichtenführer im Luftgaukommando Holland ernannt und dort am 1. Dezember 1941 zum Generalmajor befördert. Er wurde nachfolgend am 6. Februar 1942 zum Nachrichtenführer im Stab des VIII. Fliegerkorps ernannt. Darauf diente er beim Stab des Nachrichtenführer im Luftgaukommando Kiew und als Höherer Nachrichtenführer in der Luftflotte 1, bevor er am 1. Dezember 1943 zum Generalleutnant befördert wurde. Zuletzt diente er noch als Nachrichtenführer beim Luftwaffenkommando Kurland, bevor er am 9. Mai 1945 in sowjetische Kriegsgefangenschaft geriet. Am 9. Oktober 1955 wurde er entlassen.